# Sörtjärnen (Söderala socken, Hälsingland)
Sörtjärnen är en sjö i Söderhamns kommun i Hälsingland och ingår i Ljusnans huvudavrinningsområde.